# Ченаді
Ченаді (італ. Cenadi, сиц. Cenadi) — муніципалітет в Італії, у регіоні Калабрія,  провінція Катандзаро.
Ченаді розташоване на відстані близько 490 км на південний схід від Рима, 26 км на південний захід від Катандзаро.
Населення — 569 осіб (2014).
Щорічний фестиваль відбувається 24 червня. Покровитель — святий Іван Хреститель.

## Демографія
Населення за роками:

Станом на 1 січня 2023 року в муніципалітеті офіційно проживало 7 іноземців з 5 країн, серед них 2 громадяни країн Євросоюзу та 1 громадянин України.

## Сусідні муніципалітети
- Кортале
- Оліваді
- Полія
- Сан-Віто-сулло-Йоніо
- Валлефьорита